# Commissione Affari esteri e difesa del Senato della Repubblica
La Commissione permanente 3ª Affari esteri e difesa è un organo del Senato della Repubblica italiana, istituito a partire dalla XIX legislatura accorpando le competenze della precedente commissione 3ª Affari esteri, emigrazione con quelle della commissione 4ª Difesa.

## Funzione
A seguito della riduzione di un terzo dei senatori, nel 2022 il Senato «ha optato per una riduzione a dieci Commissioni, attraverso forme di accorpamento di quelle attualmente previste, basate su due
criteri complementari: da un lato, si è ritenuto del tutto logico impostare tali accorpamenti sulla base di un criterio di affinità tematica delle competenze da attribuire; dall’altro, è stata condivisa la necessità di impostare tale ridefinizione anche sulla base
dei carichi di lavoro ordinariamente assegnati alle Commissioni attualmente esistenti.
È questa la ragione della scelta di accorpare
le Commissioni Affari esteri e Difesa».

## Composizione
La Commissione è composta da 21 senatori (di cui due segretari, due vicepresidenti e un presidente) scelti in modo omogeneo tra i componenti del Senato della Repubblica, in modo da rispecchiarne le forze politiche presenti. Essi sono scelti dai gruppi parlamentari (e non dal Presidente, come invece accade per l'organismo della Giunta parlamentare): per la nomina dei membri ciascun Gruppo, entro cinque giorni dalla propria costituzione, procede, dandone comunicazione alla Presidenza del Senato, alla designazione dei propri rappresentanti nelle singole Commissioni permanenti.
Ogni senatore chiamato a far parte del governo o eletto presidente della Commissione è, per la durata della carica, sostituito dal suo gruppo nella Commissione con un altro senatore, che continua ad appartenere anche alla Commissione di provenienza. Tranne in rari casi nessun Senatore può essere assegnato a più di una Commissione permanente. Le Commissioni permanenti sono rinnovate dopo il primo biennio della legislatura ed i loro componenti possono essere confermati, ma i gruppi parlamentari possono cambiare i propri membri autonomamente in qualsiasi momento, sostituendoli, aggiungendoli o rimuovendoli, modificando di conseguenza anche il numero totale dei componenti della Commissione.

## Presidenti
| N°                        | Presidente | Presidente | Presidente             | Gruppo parlamentare                        | Mandato          | Mandato   | Legislatura |
| N°                        | Presidente | Presidente | Presidente             | Gruppo parlamentare                        | Inizio           | Fine      | Legislatura |
| ------------------------- | ---------- | ---------- | ---------------------- | ------------------------------------------ | ---------------- | --------- | ----------- |
| 3ª Affari esteri e difesa |            |            |                        |                                            |                  |           |             |
| 1                         |            |            | Stefania Craxi (1960–) | Forza Italia - Berlusconi Presidente - PPE | 10 novembre 2022 | in carica | XIX (2022)  |

## Procedure
La Commissione viene convocata per la prima volta dal Presidente del Senato per procedere alla propria costituzione. L'Ufficio di Presidenza della Commissione, integrato dai rappresentanti dei Gruppi, predispone il programma e il calendario dei lavori, che sono stabiliti in modo da assicurare l'esame in via prioritaria dei disegni di legge e degli altri argomenti compresi nel programma e nel calendario dell'Assemblea. Quando la discussione di un determinato argomento, anche non compreso nel programma, sia richiesta da almeno un quinto dei componenti della Commissione, l'inserimento nell'ordine del giorno in tempi brevi è rimesso all'Ufficio di Presidenza della Commissione stessa. Al termine di ciascuna seduta, di norma, il Presidente della Commissione annuncia la data, l'ora e l'ordine del giorno della seduta successiva e viene di conseguenza stampato e pubblicato l'ordine del giorno.

## Composizione nella XIX legislatura (2022 -in corso)
Elenco dei membri ad aprile 2024
| Gruppo parlamentare                                           | Gruppo parlamentare                                                                                 | Senatore                        |
| ------------------------------------------------------------- | --------------------------------------------------------------------------------------------------- | ------------------------------- |
|                                                               | Forza Italia - Berlusconi Presidente - PPE                                                          | Stefania Craxi (presidente)     |
|                                                               | Fratelli d'Italia                                                                                   | Roberto Menia (vicepresidente)  |
|                                                               | MoVimento 5 Stelle                                                                                  | Ettore Licheri (vicepresidente) |
|                                                               | Lega Salvini Premier - Partito Sardo d'Azione                                                       | Marco Dreosto (segretario)      |
|                                                               | Per le Autonomie (SVP-Patt, Campobase)                                                              | Luigi Spagnolli (segretario)    |
|                                                               | Fratelli d'Italia                                                                                   | Michele Barcaiuolo              |
| Lucio Malan                                                   | Fratelli d'Italia                                                                                   |                                 |
| Ester Mieli                                                   | Fratelli d'Italia                                                                                   |                                 |
| Raffaele Speranzon                                            | Fratelli d'Italia                                                                                   |                                 |
| Antonella Zedda (in sostituzione di Giovanbattista Fazzolari) | Fratelli d'Italia                                                                                   |                                 |
|                                                               | Partito Democratico - Italia Democratica e Progressista                                             | Alessandro Alfieri              |
| Pier Ferdinando Casini                                        | Partito Democratico - Italia Democratica e Progressista                                             |                                 |
| Graziano Delrio                                               | Partito Democratico - Italia Democratica e Progressista                                             |                                 |
| Francesca La Marca                                            | Partito Democratico - Italia Democratica e Progressista                                             |                                 |
|                                                               | Lega Salvini Premier - Partito Sardo d'Azione                                                       | Andrea Paganella                |
| Stefania Pucciarelli                                          | Lega Salvini Premier - Partito Sardo d'Azione                                                       |                                 |
|                                                               | MoVimento 5 Stelle                                                                                  | Bruno Marton                    |
|                                                               | Forza Italia - Berlusconi Presidente - PPE                                                          | Raffaele De Rosa                |
|                                                               | Italia Viva - Il Centro - Renew Europe                                                              | Enrico Borghi                   |
|                                                               | Civici d'Italia - Noi moderati (UDC - Coraggio Italia - Noi con l'Italia - Italia al Centro) - MAIE | Giovanna Petrenga               |
|                                                               | Misto-Non iscritti                                                                                  | Mario Monti                     |